# Téléphérique Maya
Le téléphérique Maya (摩耶ロープウェー, Maya Ropeway) est une ligne aérienne exploitée par la fondation  publique du développement urbain de la ville de Kobe localisée dans la ville de Kōbe, dans la préfecture de Hyōgo au Japon. Avec le funiculaire de la ligne Maya Cable, l'ensemble forme officiellement la ligne Maya View Line Yume-Sanpo (まやビューライン夢散歩, Maya Byū Rain Yume-Sanpo) (littéralement : Ballade de rêve sur la ligne panoramique de Maya). La ligne permet d'accéder au Mont Maya et le point d’observation de Kikuseidai, l'un des Trois plus beaux paysages de nuit du Japon.

## Description
La ligne comporte deux stations, la station de Nijinoeki et la station de Hoshinoeki. Avec la ligne Maya Cable, elle forme un ensemble permettant de rejoindre depuis Kobe le mont Maya et le point d’observation de Kikuseidai.

## Données
La longueur est de 856.56 m et le dénivelé de 222 m. Le nombre de personnes par cabine est de 29, avec un système de va-et-vient. Il faut environ 5 min pour effectuer le trajet avec une vitesse de 12,36 km/h. Le mécanisme du système est effectué par un moteur à induction triphasé de 75kW

## Histoire
C'est en 1955 que la ligne fut inauguré par le Bureau des transports municipaux de Kobe.En 1977, l’exploitation est transférée du Bureau des transports municipaux de Kobe à la fondation du développement urbain de la ville de Kobe. Lors du séisme de 1995 à Kobe, le service est suspendu quelque temps.

## Station
La ligne du Téléphérique comporte deux stations
| Station de la ligne  |
| -------------------- |
| Station de Nijinoeki |
| Station d'Hoshinoeki |

Installations
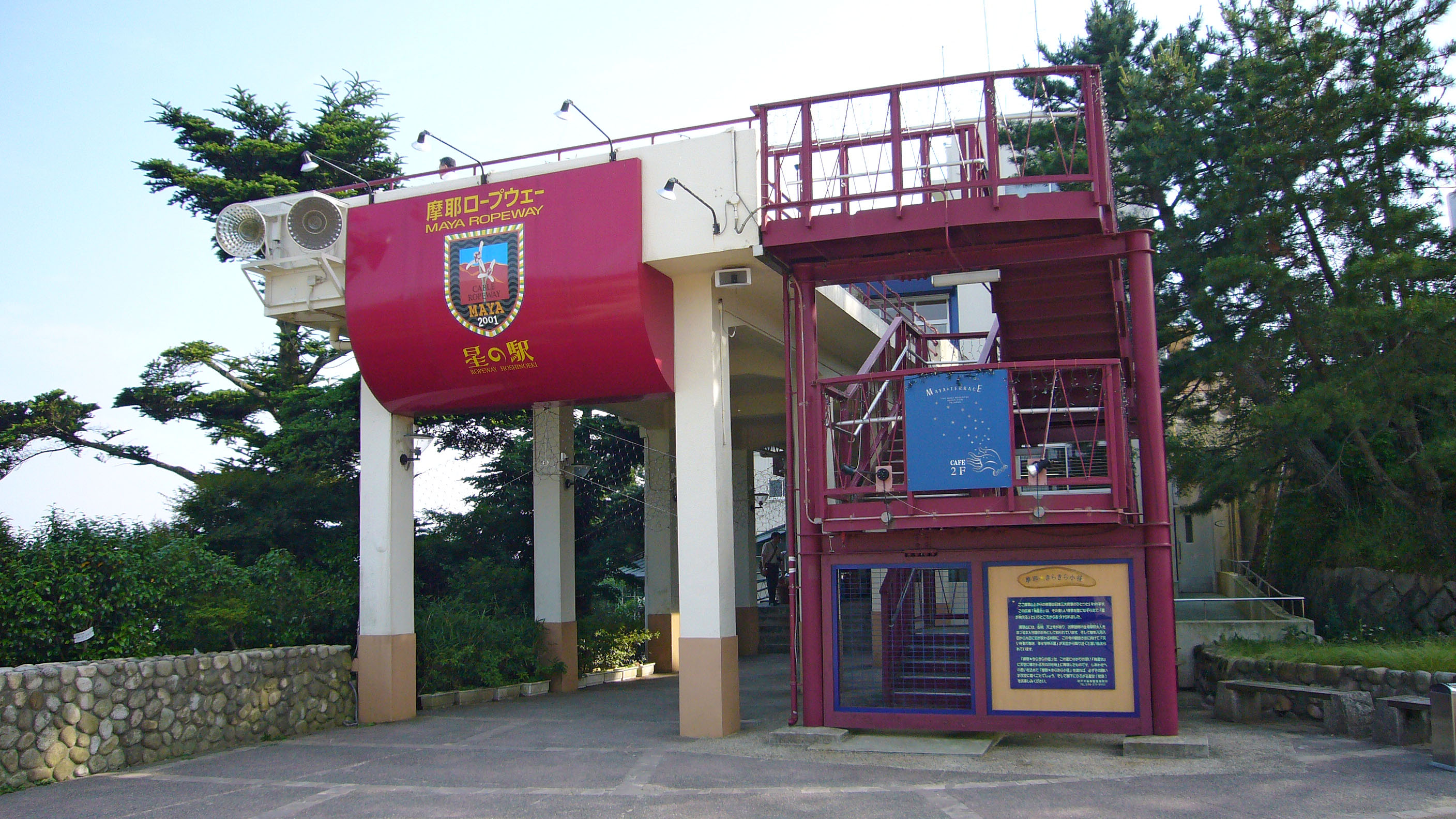
Station d'Hoshinoeki.
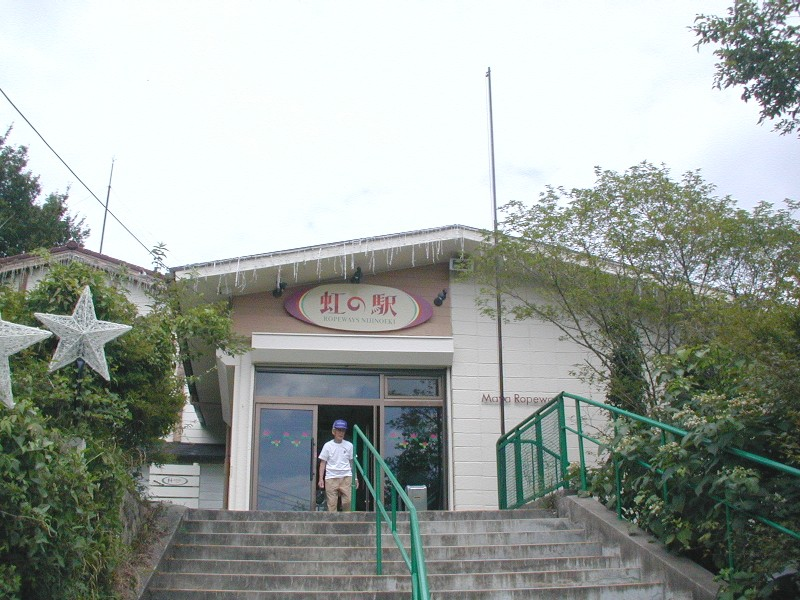
Station de Nijinoeki.